# Drusila

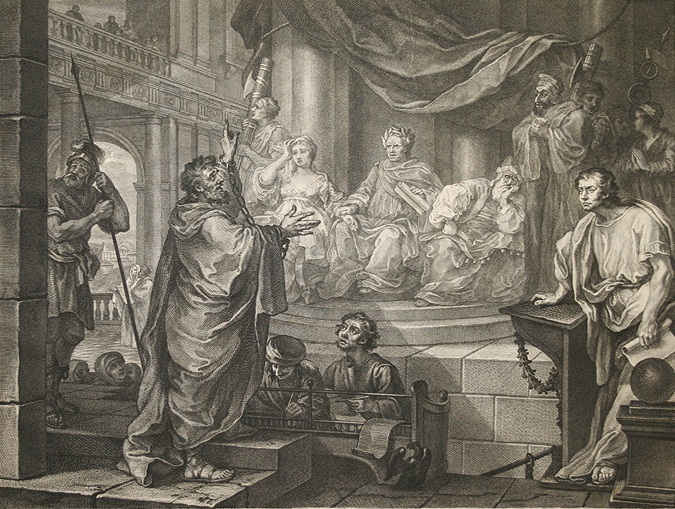

Drusila (38 — 25 de agosto de 79), neta de Herodes, o Grande, e terceira filha do rei Herodes Agripa I. Era famosa por sua beleza, sendo considerada a mulher mais linda de todas, Drusila herdou a beleza da linhagem de sua bisavó Mariana que era extremamente linda.

## Família
Drusila foi uma das três filhas de Herodes Agripa I e Cipros; eles tiveram três filhas, Berenice, Mariane e Drusila, e um filho, Agripa.
Herodes Agripa I era filho de Aristóbulo IV, filho de Herodes, o Grande; sua mãe era Berenice.Sendo assim Drusila era bisneta do rei Herodes.
Cipros era filha de Fáselo e Salampsião, ambos da família de Herodes: Fáselo era filho de Fáselo, irmão de Herodes, e Salampsião era filha de Herodes e Mariane, a neta de Hircano 

## Casamentos
Assim que Agripa recebeu do imperador Cláudio a tetrarquia que era de Filipe, ele ofereceu sua irmã Drusila em casamento a Epífanes, filho do rei Antíoco, mas este se recusou, por teria que se circuncidar e se converter à religião judaica; Agripa, então, casou-a com Azizo, rei de Emesa, que aceitou a circuncisão e a conversão. Outra aliança matrimonial promovida por Agripa foi o casamento de sua irmã Mariane com Arquelau, filho de Helcias; desta união nasceu uma filha de nome Berenice.
O casamento de Drusila e Azizo durou pouco; Félix, procurador da Judeia desde o décimo-segundo ano de Cláudio, viu Drusila e apaixonou-se por ela, por ela ser a mulher mais bonita de todas. Félix enviou Simão, um judeu de Chipre e que era considerado um mago, para convencer Drusila a largar o marido e casar-se com Félix.
Drusila, que era maltratada por sua irmã Berenice por causa de sua beleza, aceitou a proposta de Félix, e teve um filho com ele, e o chamou Antônio Agripa.

## Julgamento de Paulo
Ela é mencionada, rapidamente, nos Atos dos Apóstolos, por ocasião do julgamento de Paulo de Tarso.

## Morte
Ela e o filho, Antônio Agripa, morreram durante a erupção do vulcão Vesúvio  em Pompéia no ano 79 d.C. Ela tinha 40 anos de idade quando morreu.

## Genealogia de Drusila
- Bisavós: Herodes, o Grande e Mariana
- Avós (paternos): Aristóbulo IV e Berenice
- Avós(maternos): Fasael e Salimpsio
- Pais: Herodes Agripa I e Cipros
- Irmãos: Berenice,  Herodes Agripa II, Mariane e Druso(faleceu antes de chegar na puberdade)
- Filhos: Com Antônio Félix: Antônio Agripa